# Marokko op de Olympische Zomerspelen 1960
Marokko debuteerde op de Olympische Zomerspelen tijdens de Olympische Zomerspelen 1960 in Rome, Italië. Het wist direct een medaille te winnen.

## Medailleoverzicht
| Sport    | Olympiër             | Onderdeel    | Medaille |
| -------- | -------------------- | ------------ | -------- |
| Atletiek | Rhadi Ben Abdesselam | marathon (m) | Zilver   |

## Deelnemers en resultaten
(m) = mannen, (v) = vrouwen 

### Atletiek
| Olympiër             | Onderdeel              | Resultaat | Prestatie                |
| -------------------- | ---------------------- | --------- | ------------------------ |
| Bouchaib El-Maachi   | 100m (m)               | 32e       | serie 4: 5de in 10,9     |
| Bouchaib El-Maachi   | 200m (m)               | 45e       | serie 7: 5de in 22,3     |
| Ahmed Lazreg         | 800m (m)               | 47e       | serie 4: 6de in 1.55,91  |
| Mohamed Saïd         | 5000m (m)              | 35e       | serie 2: 10de in 14.53,6 |
| Rhadi Ben Abdesselam | 10000m (m)             | 14e       | 29.32,0                  |
| Mohamed Zouaki       | 400m horden (m)        | 33e       | serie 1: 6de in 55,65    |
| Mohamed Lahcen       | 3000m steeplechase (m) | 30e       | serie 3: 11de in 9.29,4  |
| Rhadi Ben Abdesselam | marathon (m)           | Zilver    | 2:15.41,6                |
| Bakir Benaïssa       | marathon (m)           | 8e        | 2:21.21,4                |
| Allal Saoudi         | marathon (m)           | 61e       | 2:59.41,0                |

### Boksen
| Olympiër             | Onderdeel   | Resultaat | Prestatie                                             |
| -------------------- | ----------- | --------- | ----------------------------------------------------- |
| Abdel Kader Belghiti | -51kg (m)   | 17e       | 1ste ronde: vrij 2de ronde: V van AUS Gattellari: 0-5 |
| Ahmed Bouazza        | -54kg (m)   | 17e       | 1ste ronde: vrij 2de ronde: V van AUS Taylor: 0-5     |
| Mohamed Hassan       | -57kg (m)   | 17e       | 1ste ronde: V van EUA Kirsch: 1-4                     |
| Abdel Kader Gangani  | -60kg (m)   | 17e       | 1ste ronde: vrij 2de ronde: V van JPN Itp: 0-5        |
| Mohamed Boubekeur    | -63,5kg (m) | 17e       | 1ste ronde: vrij 2de ronde: V van GHA Quartey: 0-5    |
| Mohamed Atmani       | -67kg (m)   | 17e       | 1ste ronde: vrij 2de ronde: V van FIN Aho: 2-3        |
| Moustafa Ben Lahbib  | -75kg (m)   | 17e       | 1ste ronde: V van ITA Napoleoni: 0-5                  |

### Gewichtheffen
| Olympiër              | Onderdeel   | Resultaat | Prestatie                                                                                   |
| --------------------- | ----------- | --------- | ------------------------------------------------------------------------------------------- |
| Abderrahim Tazi       | -67,5kg (m) | 23e       | drukken: 27ste met 90kg trekken: 25ste met 92,5kg stoten: 20ste met 125kg totaal: 307,5kg   |
| Mustapha Adnane       | -75kg (m)   | 13e       | drukken: 9de met 115kg trekken: 12de met 110kg stoten: 12de met 140kg totaal: 365kg         |
| Mohamed Miloud        | -75kg (m)   | 19e       | drukken: 18de met 105kg trekken: 20ste met 97,5kg stoten: 18de met 125kg totaal: 327,5kg    |
| Abdel Kader Ben Kamel | -82,5kg (m) | 20e       | drukken: 22ste met 105kg trekken: 21ste met 102,5kg stoten: 20ste met 130kg totaal: 337,5kg |

### Moderne vijfkamp
| Olympiër              | Onderdeel | Resultaat | Prestatie      |
| --------------------- | --------- | --------- | -------------- |
| Mohamed Ben Checkroun | mannen    | DNF       | niet gefinisht |
| Naji El-Mekki         | mannen    | DNF       | niet gefinisht |

### Schermen
| Olympiër | Onderdeel       | Resultaat | Prestatie                     |
| --- | --------------- | --------- | ----------------------------- |
| Charles El-Gressy                                                                                           | degen (m)       | 61e       | 1ste ronde groep A: 6de (0-5) |
| Abbes Harchi                                                                                                | degen (m)       | 49e       | 1ste ronde groep F: 5de (2-3) |
| Abderrahman Sebti                                                                                           | degen (m)       | 73e       | 1ste ronde groep C: 7de (0-6) |
| Abbes Harchi Abderrahman Sebti Charles Ben Itah Abderraouf El-Fassy Mohamed Ben Joullon                     | degen team (m)  | 15e       | 1ste ronde groep E: 3de (0-2) |
| Mohamed Ben Joullon                                                                                         | floret (m)      | 72e       | 1ste ronde groep L: 7de (0-5) |
| Abderraouf El-Fassy                                                                                         | floret (m)      | 61e       | 1ste ronde groep J: 6de (0-5) |
| Charles El-Gressy                                                                                           | floret (m)      | 61e       | 1ste ronde groep H: 6de (0-5) |
| Charles El-Gressy Abderraouf El-Fassy Abderrahman Sebti Abbes Harchi Mohamed Ben Joullon Jacques Ben Gualid | floret team (m) | 13e       | 1ste ronde groep F: 3de (0-2) |
| Jacques Ben Gualid                                                                                          | sabel (m)       | 49e       | 1ste ronde groep C: 5de (0-4) |
| Mohamed Ben Joullon                                                                                         | sabel (m)       | 61e       | 1ste ronde groep I: 6de (0-5) |
| Abderrahman Sebti                                                                                           | sabel (m)       | 61e       | 1ste ronde groep B: 6de (0-3) |
| Abderrahman Sebti Abderraouf El-Fassy Mohamed Ben Joullon Jacques Ben Gualid Charles El-Gressy              | sabel team (m)  | 13e       | 1ste ronde groep F: 3de (0-2) |

### Schietsport
| Olympiër             | Onderdeel                  | Resultaat | Prestatie                                                |
| -------------------- | -------------------------- | --------- | -------------------------------------------------------- |
| Abdesselem Lahmidi   | 50m geweer 3 houdingen (m) | 75e       | kwalificatie groep 1: 37ste met 316 punten (158-97-61)   |
| Bouchaib Zeroual     | 50m geweer 3 houdingen (m) | 74e       | kwalificatie groep 2: 37ste met 360 punten (155-97-108)  |
| Mohamed Ben Boujemaa | 50m geweer liggend (m)     | 85e       | kwalificatie groep 2: 42ste met 279 punten (62-68-74-75) |
| Bouchaib Zeroual     | 50m geweer liggend (m)     | 84e       | kwalificatie groep 1: 43ste met 335 punten (87-86-78-84) |
| Naji El-Mekki        | 50m pistool (m)            | 66e       | kwalificatie groep 1: 33ste met 247 punten               |
| Naji El-Mekki        | 25m snelvuurpistool (m)    | 54e       | 501 punten                                               |

### Turnen
| Olympiër                                                                                 | Onderdeel                | Resultaat | Prestatie     |
| ---------------------------------------------------------------------------------------- | ------------------------ | --------- | ------------- |
| Ahmed Fellat                                                                             | brug (m)                 | 124e      | 10,40 punten  |
| Kacem Klifa                                                                              | brug (m)                 | 129e      | 2,50 punten   |
| Miloud M'Sellek                                                                          | brug (m)                 | 126e      | 9,50 punten   |
| Abdesselem Regragui                                                                      | brug (m)                 | 125e      | 10,25 punten  |
| Mohamed Sekkat                                                                           | brug (m)                 | 122e      | 14,10 punten  |
| Darif Tanjaoui                                                                           | brug (m)                 | 127e      | 9,25 punten   |
| Ahmed Fellat                                                                             | paard voltige (m)        | 123e      | 9,50 punten   |
| Miloud M'Sellek                                                                          | paard voltige (m)        | 127e      | 7,00 punten   |
| Abdesselem Regragui                                                                      | paard voltige (m)        | 125e      | 8,75 punten   |
| Mohamed Sekkat                                                                           | paard voltige (m)        | 122e      | 10,35 punten  |
| Darif Tanjaoui                                                                           | paard voltige (m)        | 124e      | 9,05 punten   |
| Ahmed Fellat                                                                             | rekstok (m)              | 123e      | 10,80 punten  |
| Kacem Klifa                                                                              | rekstok (m)              | 130e      | 4,00 punten   |
| Miloud M'Sellek                                                                          | rekstok (m)              | 127e      | 7,35 punten   |
| Abdesselem Regragui                                                                      | rekstok (m)              | 125e      | 9,15 punten   |
| Mohamed Sekkat                                                                           | rekstok (m)              | 124e      | 10,45 punten  |
| Darif Tanjaoui                                                                           | rekstok (m)              | 129e      | 6,00 punten   |
| Ahmed Fellat                                                                             | ringen (m)               | 125e      | 8,75 punten   |
| Miloud M'Sellek                                                                          | ringen (m)               | 123e      | 12,20 punten  |
| Abdesselem Regragui                                                                      | ringen (m)               | 128e      | 7,50 punten   |
| Mohamed Sekkat                                                                           | ringen (m)               | 122e      | 13,35 punten  |
| Darif Tanjaoui                                                                           | ringen (m)               | 127e      | 8,20 punten   |
| Ahmed Fellat                                                                             | sprong (m)               | 120e      | 15,65 punten  |
| Miloud M'Sellek                                                                          | sprong (m)               | 109e      | 16,80 punten  |
| Abdesselem Regragui                                                                      | sprong (m)               | 127e      | 12,75 punten  |
| Mohamed Sekkat                                                                           | sprong (m)               | 126e      | 14,45 punten  |
| Darif Tanjaoui                                                                           | sprong (m)               | 128e      | 11,50 punten  |
| Ahmed Fellat                                                                             | vloer (m)                | 123e      | 15,60 punten  |
| Miloud M'Sellek                                                                          | vloer (m)                | 128e      | 12,15 punten  |
| Abdesselem Regragui                                                                      | vloer (m)                | 126e      | 14,10 punten  |
| Mohamed Sekkat                                                                           | vloer (m)                | 119e      | 16,15 punten  |
| Darif Tanjaoui                                                                           | vloer (m)                | 121e      | 15,95 punten  |
| Ahmed Fellat                                                                             | meerkamp individueel (m) | 124e      | 70,70 punten  |
| Kacem Klifa                                                                              | meerkamp individueel (m) | 130e      | 6,50 punten   |
| Miloud M'Sellek                                                                          | meerkamp individueel (m) | 125e      | 36,25 punten  |
| Abdesselem Regragui                                                                      | meerkamp individueel (m) | 126e      | 62,50 punten  |
| Mohamed Sekkat                                                                           | meerkamp individueel (m) | 123e      | 78,85 punten  |
| Darif Tanjaoui                                                                           | meerkamp individueel (m) | 127e      | 59,95 punten  |
| Mohamed Sekkat Ahmed Fellat Miloud Amselek Abdesselem Regragui Ahmed Darif Khalifa Kacem | meerkamp team (m)        | 20e       | 338,00 punten |

### Wielersport
| Olympiër                                                           | Onderdeel          | Resultaat | Prestatie      |
| ------------------------------------------------------------------ | ------------------ | --------- | -------------- |
| Mohamed Ben Mohamed                                                | wegwedstrijd (m)   | 45e       | 4:21.58        |
| Mohamed Ghandora                                                   | wegwedstrijd (m)   | 46e       | 4:21.58        |
| Abdallah Lahoucine                                                 | wegwedstrijd (m)   | 57e       | 4:25.44        |
| Ahmed Omar                                                         | wegwedstrijd (m)   | DNF       | niet gefinisht |
| Mohamed Ben Mohamed Mohamed Ghandora Abdallah Lahoucine Ahmed Omar | ploegentijdrit (m) | 19e       | 2:27.41,35     |

### Worstelen
| Olympiër                    | Onderdeel      | Resultaat      | Prestatie |
| Grieks-Romeins              | Grieks-Romeins | Grieks-Romeins | Grieks-Romeins                                                                                                  |
| --------------------------- | -------------- | -------------- | --- |
| Michel Ben Akoun            | -57kg (m)      | 25e            | 1ste ronde: V van ROU Cernea 2de ronde: V van NED Alflen                                                        |
| Rahal Mahassine             | -62kg (m)      | 15e            | 1ste ronde: vrij 2de ronde: V van USA Allen 3de ronde: V van HUN Polyák                                         |
| Mohamed Moukrim Ben Mansour | -67kg (m)      | 21e            | 1ste ronde: V van JPN Kitamura 2de ronde: V van LIB Awariki: beslissing                                         |
| Sam Azoulay                 | -73kg (m)      | 15e            | 1ste ronde: V van UAE Ali: beslissing 2de ronde: W van POL Żuławnik: walk-over 3de ronde: V van FRA Schiermeyer |
| Hammou Haddaoui Khadir      | -79kg (m)      | 15e            | 1ste ronde: G van AUS Hunt 2de ronde: V van POL Dubicki                                                         |

### Zeilen
| Olympiër           | Onderdeel | Resultaat | Prestatie                           |
| ------------------ | --------- | --------- | ----------------------------------- |
| El-Moustafa Haddad | finn      | 31e       | 1442 punten: (30-19-28-30-33-28-20) |

Afghanistan · Argentinië · Australië · Bahama's · België · Bermuda · Birma · Brazilië · Brits-Guiana · Bulgarije · Canada · Ceylon · Chili · Colombia · Cuba · Denemarken · Duits eenheidsteam · Ethiopië · Fiji · Filipijnen · Finland · Frankrijk · Ghana · Griekenland · Groot-Brittannië · Haïti · Hongarije · Hongkong · Ierland · IJsland · India · Indonesië · Irak · Iran · Israël · Italië · Japan · Joegoslavië · Kenia · Libanon · Liberia · Liechtenstein · Luxemburg · Malakka · Malta · Marokko · Mexico · Monaco · Nederland · Nederlandse Antillen · Nieuw-Zeeland · Nigeria · Noorwegen · Oeganda · Oostenrijk · Pakistan · Panama · Peru · Polen · Portugal · Puerto Rico · Roemenië · San Marino · Singapore · Soedan · Sovjet-Unie · Spanje · Suriname · Taiwan · Thailand · Tsjecho-Slowakije · Tunesië · Turkije · Uruguay · Venezuela · Verenigde Arabische Republiek · Verenigde Staten · Vietnam · West-Indische Federatie · Zuid-Afrika · Zuid-Korea · Zuid-Rhodesië · Zweden · Zwitserland